# Edifício público
Edifício público é um imóvel especialmente construído ou adaptado para albergar serviços administrativos ou outros destinados a servir o público. Incluem-se nesta categoria os paços dos conselhos, as escolas, hospitais, entre muitos outros tipos de edifícios.